# Lanzhousaurus
Lanzhousaurus – roślinożerny dinozaur z grupy iguanodontów (Iguanodontia).
Żył w okresie wczesnej kredy (ok. 143-128 mln lat temu) na terenach wschodniej Azji. Długość ciała ok. 10 m, wysokość ok. 4 m, masa ok. 4-5 t. Jego szczątki znaleziono w Chinach (w prowincji Gansu).
Znaleziono jego zęby, łopatki i kręgi. Charakterystyczne dla Lanzhousaurus są duże (do 14 cm długości) zęby. Posiadał też on wielką (do 1 m długości) szczękę. Od innych iguanodonów różni się dużym samotnym zębem w przedniej części żuchwy.